# Manuel González Sosa
Manuel González Sosa (Guía, Gran Canaria, 1921 - Las Palmas de Gran Canaria, 25 de octubre de 2011) fue un poeta y ensayista español.  

## Trayectoria
En 1958 fundó los pliegos poéticos San Borondón y posteriormente la colección de poesía La fuente que mana y corre. Durante su vida, se caracterizó por ser un animador de la vida cultural canaria, mediante la creación de páginas especiales y suplementos literarios en la prensa regional.  
Su obra poética, publicada casi siempre en ediciones de reducida tirada, se encuentra bastante considerada dentro de la poesía canaria de posguerra. Sus textos se caracterizan por contar con una hondura y rigor constructivo, por el uso de la reflexión metafísica y la indagación moral así como una depuración verbal. 

## Obras

### Poesía
- 1967, Sonetos andariegos, Las Palmas de Gran Canaria, El Museo Canario, con prólogo de Pedro Lezcano
- 1975, Dos poemas venezolanos
- 1976, Homenaje sucesivo/Antonio Machado
- 1977, A pesar de los vientos, Madrid, Taller Ediciones JB
- 1988, Contraluz italiana, Las Palmas de Gran Canaria, La fuente que mana y corre
- 1994, Laberinto de espejos (Antología Personal), Sta. Cruz de Tenerife, Viceconsejería de Cultura y Deportes
- 1997, Díptico de los pájaros, Las Palmas de Gran Canaria
- 1997, Cuaderno americano, La Laguna, Nueva Gráfica
- 2000, Paréntesis, La Laguna, Las Garzas
- 2002, Tránsito a tientas, La Laguna, Las Garzas

### Ensayo
- 1969, Gran Canaria, Lanzarote, Fuerteventura, León, Everest
- 1975, Lanzarote en color,ed., León Everest
- 1988, Tomás Morales, cartapacio del centenario (con una carta inédita de Ramón Gómez de la Serna), La Laguna, Universidad
- 1992, Tomás Morales: suma crítica,  La Laguna, Instituto de Estudios Canarios
- 1993, El amigo Manso, ojeada al revés del tapiz (Galdós y Canarias o la fidelidad tácita), 2ª ed. rev., Sta. Cruz de Tenerife, Breviloquios
- 2000, Domingo Rivero, enfoques laterales, Las Palmas de Gran Canaria, Cabildo de Gran Canaria
- 2007,Segunda Luz, La Laguna, Instituto de Estudios Canarios

## Estudios
- Martinón, M., Bibliografía de la obra poética de Manuel González Sosa, en Estudios Canarios, La Laguna, 1990, págs.95-102
- Martinón, M., La poesía de Manuel González Sosa, en Homenaje al Profesor Sebastián de la Nuez, La Laguna, 1991
- VV.AA., Presencia de Manuel González Sosa, Las Palmas de Gran Canaria, Ediciones del Cabildo Insular, 1998